# Beber de tu sangre
«Beber de tu sangre» es una canción  interpretada por la banda mexicana de rock latino Los Amantes de Lola, que está incluida en su segundo álbum de estudio titulado,  La era del terror. Fue lanzada en el año 1992 por su discografíca BMG Ariola.

## Origen y significado
La canción fue escrita por Cazz Torres, y hace alusión a una historia de amor y dolor del dejar y no dejar a una persona irse de su lado.

## Créditos
- Kazz — voz.
- Gasú — guitarra.
- Fernando Díaz Corona — bajo.
- Miguel Ska — batería.
- Boris — teclados.

### Músicos adicionales
- Pablo Novoa — guitarra acústica.
- Alejandro Giacoman — teclados.
- Armando Espinoza — percusiones.

### Personal de producción
- Óscar López — productor.
- Alejandro Giacoman — programación.
- Pablo Novoa — programación de batería.

## Lista de canciones

### CD - Promo
| Beber de tu sangre — Single |                      |          |  |
| N.º                         | Título               | Duración |  |
| 1.                          | «Beber de tu sangre» | 4:33     |  |

## Posiciones en las listas
| Listas                                    | Posición |
| ----------------------------------------- | -------- |
| Estados Unidos Billboard Hot Latin Tracks | 81       |

## Premios y nominaciones
| Año  | Publicación | País | Lista                                 | Puesto |
| ---- | ----------- | ---- | ------------------------------------- | ------ |
| 2006 | Alborde     | EUA  | 500 canciones del Rock Iberoamericano | 78°    |